# Diapédèse

Schéma fonctionnel d'une diapédèse

La diapédèse est le mécanisme par lequel une cellule du système immunitaire s'insinue entre les cellules endothéliales d'un capillaire sanguin en réponse à des signaux chimiques inflammatoires pour rejoindre le site inflammatoire. En fonction de la cellule immunitaire , la diapédèse n'est pas seulement un simple franchissement d'un obstacle physique, mais dans le cas du monocyte elle s'accompagne de la transformation du monocyte en macrophage ,.
La diapédèse représente aussi le phénomène de libération des cellules matures des réserves médullaires (érythrocytes, plaquettes, leucocytes, etc.) dans le sang circulant en traversant la barrière médullo-sanguine. 

## Diapédèse du granulocyte neutrophile
La diapédèse est précédée d'une phase de roulement du leucocyte sur la paroi vasculaire. Ces mouvements impliquent des sélectines. Les interactions entre les sélectines P et leur ligand sont de nature relativement faible et sont renforcées par le PAF (facteur d'activation plaquettaire). Pour cela la cellule endothéliale doit être activée pour synthétiser et l'exprimer au niveau de sa membrane. Une fois exprimé il pourra interagir avec son récepteur présent sur le leucocyte ce qui aura pour effet d'activer le leucocyte.

Une fois activé, l'affinité du leucocyte pour les ICAM présentes sur les vaisseaux via ses intégrines va augmenter et permettre l'immobilisation nécessaire à l'invasion des tissus adjacents. 
La diapédèse peut ensuite se faire de deux façons : 
1. Soit la cellule passe entre deux cellules endothéliales par dissociation locale du système de jonction. La cellule passe dans l'espace créé entre les deux cellules endothéliales séparées. Les systèmes de jonction se remettent ensuite en place. Ce phénomène nécessite des interactions spécifiques entre les différentes cellules par l'intermédiaire de molécules de surface ;
2. Soit la cellule passe par des mailles du tissu endothélial. C'est le cas dans la moelle osseuse hématopoïétique ou hématogène, où les cellules matures passent par des espaces entre les cellules endothéliales. Ces vaisseaux possédant des ouvertures sont appelés capillaires sinusoïdes. Ici, il n'y a donc pas dissociation des systèmes de jonction.

Une fois entrés dans les tissus environnants les leucocytes vont provoquer l'inflammation de ce tissu.